# Bertel Storskrubb
Bertel Storskrubb   (Jakobstad, 24 d'abril de 1917 - Hèlsinki, 21 d'abril de 1996) fou un atleta finlandès, especialista en curses de tanques i mig fons, que va competir durant les dècades de 1930 i 1940.
El 1948 va prendre als Jocs Olímpics d'Estiu de Londres, on disputà dues proves del programa d'atletisme. En els 4x400 metres relleus fou quart, mentre en els 400 metres tanques quedà eliminat en semifinals.
El 1946 va guanyar una medalla d'or en els 400 metres tanques del Campionat d'Europa d'atletisme que es va disputar a Oslo. En el seu palmarès també destaquen vint-i-quatre campionats nacionals individuals: dos en els 200 metres (1943 i 1944), set en els 400 metres (1936, 1942, 1943, 1944, 1945, 1946 i 1947), set en els 200 metres tanques (1937, 1938, 1939, 1940, 1943, 1946 i 1947), i vuit en els 400 metres tanques (1937, 1940, 1942, 1943, 1944, 1945, 1946 i 1947); i deu per equips amb l'HIFK-Friidrott. Va posseir els rècords nacionals dels 400 metres, 800 metres, 400 metres tanques i 4x400 metres.
El 1945 també guanyà la lliga finlandesa d'handbol.

## Millors marques
- 400 metres. 48.0" (1945)
- 800 metres. 1' 49.3" (1945)
- 1.500 metres. 3' 53.4" (1945)
- 400 metres tanques. 52.2" (1946)[1][5]